# Parametrična družina
Parametrična družina je v matematiki družina (skupina) objektov, katerih definicija je odvisna od množice parametrov.
Najbolj znane so družine funkcij, verjetnostnih porazdelitev, krivulj, ploskev in teles.